# オリオン座パイ4星
オリオン座π4星（オリオンざパイ4せい、π4 Orionis、π4 Ori）は、オリオン座にある連星である。視等級は3.7で、肉眼でもみることができる。年周視差は約4.03ミリ秒で、それに基づいて計算した太陽からの距離は、810光年になる。

## 特徴
オリオン座π4星は、分光連星で、周期9.5日、離心率0.03という軌道を公転している。
主星はB型巨星で、スペクトル型はB2 IIIとされる。主星のスペクトルには、ホウ素の大幅な欠乏が現れており、ホウ素の存在量は太陽より40倍以上少ないとみられる。主星の質量は、太陽の12倍くらいあり、半径は、太陽のおよそ9倍である。年齢は、1540万年くらいで、自転速度は39km/s以上と推定される。光度は、太陽の2万倍程度で、有効温度は、およそ22,000Kと求められている。
伴星については、はっきりしたことはわかっていない。質量は、主星の1-2割程度とみられ、スペクトル型はB2 IVとされているが、その根拠について詳細は明かされていない。
オリオン座π4星は、オリオン座OB1アソシエーションの一員とみられている。

## 名称
アメリカのアマチュア博物学者アレンによれば、オリオン座ο1星、ο2星、オリオン座π1星、π2星、π3星、π4星、π5星、π6星、オリオン座g星をまとめて、ペルシア語で「冠」を意味するAl Tāj、或いはアラビア語で「衣服の袖」を意味するAl Kummと呼ばれていた。
中国では、オリオン座π4星は、参宿の持つ旗を意味する參旗という星官を、オリオン座ο1星、オリオン座ο2星、オリオン座6番星、オリオン座π1星、オリオン座π2星、オリオン座π3星、オリオン座π5星、オリオン座π6星と共に形成する。オリオン座π4星自身は、參旗七、つまり參旗の7番星と呼ばれる。